# Château de Toutenburg
Toutenburg ou le château de Toutenburg est un château médiéval de la petite ville néerlandaise de Vollenhove. Il a été construit vers 1500.
Le château a été construit pour Georg Schenck van Toutenburg, un noble de Tautenburg en Thuringe, qui a été nommé schout de Vollenhove. Il fut marié à dame Anna de Vos van Steenwijck, décédée en 1526, ce qui lui permit de devenir propriétaire du lieu. De son deuxième mariage avec Joanna van Egmond, son fils Charles (en néerl. Carel) y est né.
Georg Schenck van Toutenburg est décédé en 1540, après quoi le château est devenu la propriété de Carel et après sa mort, il est devenu la propriété du frère aîné de Georg, Frédéric. Après la mort de Frédéric en 1580, le domaine est tombé entre les mains des familles Van Haersolte et Van Boetselaer.

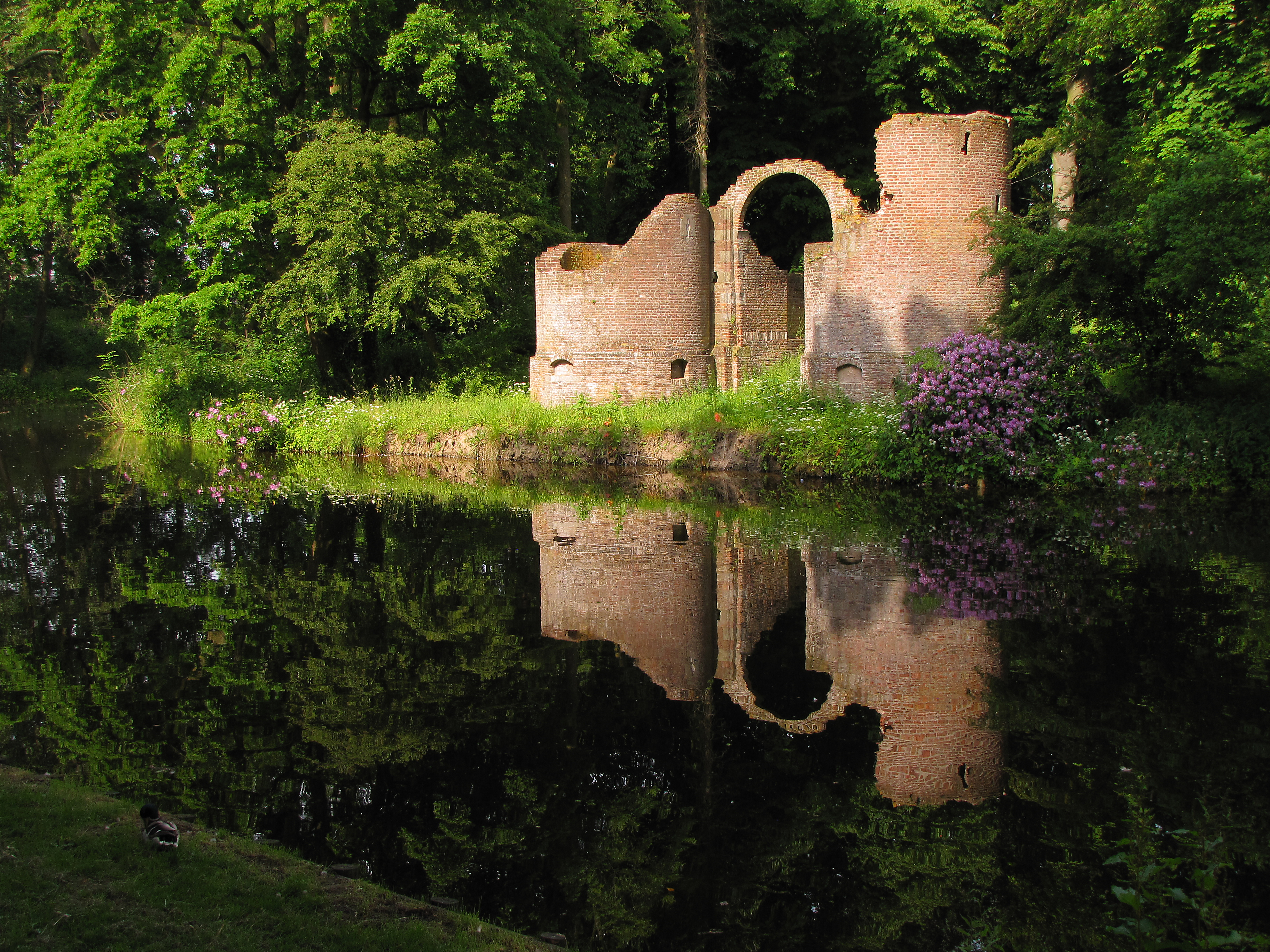
Les ruines du château aujourd'hui.

Au XVIIIe siècle, le bâtiment est tombé en décrépitude et aujourd'hui il n'en reste qu'une ruine. Une maquette représentant le château d'origine peut être vue dans le Cultuur Historisch Centrum (ou Centre historique culturel) de Vollenhove. Il conserve également divers vestiges dont des éléments de construction, des poteries et la girouette de la tour.

## Galerie

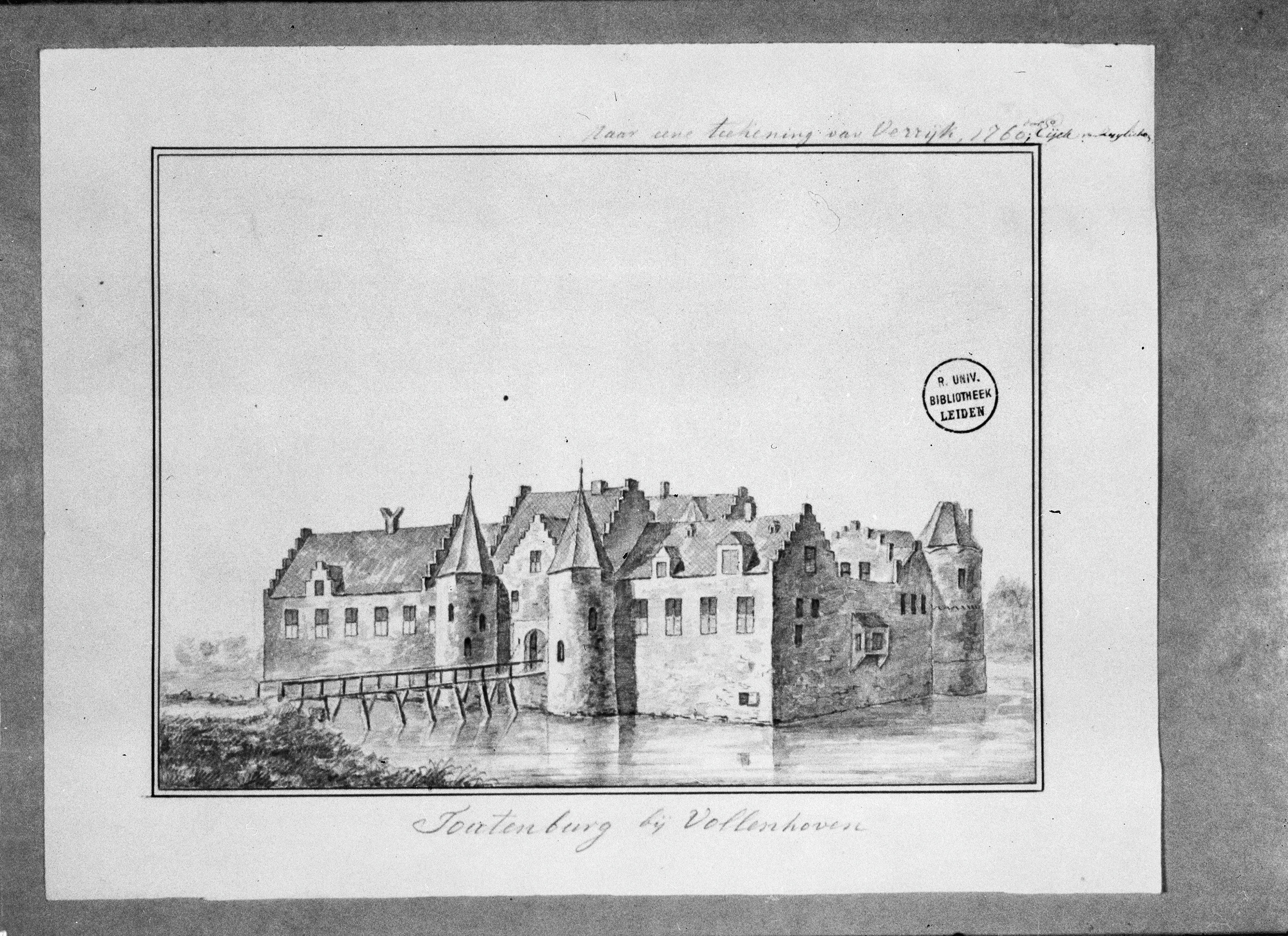
Reproduction d'un dessin vers 1760.
Page extraite du Schau-platz des Krieges de Lambert van den Bos (1620-1698) : Vue de Vollenhole vers 1675 (en haut à gauche). (Attention! Document très volumineux!)

## Liens connexes
- Liste des châteaux néerlandais par province